# NHKニュース11
『NHKニュース11』（エヌエイチケイ ニュース・イレブン）は、NHK総合テレビジョンで1994年4月4日から2000年3月24日まで放送された日本時間23時台のニュースワイド番組である。

## 概要

### 第1期（1994年度）
スタート当初は1994年4月4日から1995年3月31日まで23:00 - 23:15（以下全てJST）の15分番組で、その日のニュースをコンパクトにまとめたコーナーと解説を放送。司会は藤田太寅解説委員。音楽は杉本竜一が担当。

### 第2期（1995 - 1999年度）
『スポーツタイム』（第2期）を吸収して22:55 - 23:25（23:25から23:30まではローカル）となり、NHKの報道番組として初めてのフライングスタートとなった。メイン司会は松平定知（1991年に暴行事件を起こし、表舞台の仕事が激減していた松平は本番組で本格的に復帰を果たした）。公式には司会者の冠番組ではないが、新聞番組表には「ニュース11・松平定知」とクレジットされた。松平の視聴者に語りかけるような独特の語り口を前面に押し出し、タイムドキュメントコーナーを取り入れるなど、NHKとしては異色の報道番組となった。音楽は吉川洋一郎が担当。「NC-Aフロア」から放送。1996年4月からは解説部分を外した（当番組終了後、『あすを読む』として分離・独立）。
本番組のスポーツキャスターだった久保純子が1998年に『第49回NHK紅白歌合戦』の紅組司会を担当、応援ゲストに松平が登場する場面もあった。
2000年3月、『NHKニュース10』の放送開始を機に番組は終了し、23時台は『23時のNHK』としてドラマやバラエティーなどの深夜のゴールデンタイム枠を目指した内容を放送していたが、2006年3月で『ニュース10』が終了し、同4月から21時台の報道新番組（『ニュースウオッチ9』）を含めた大幅な夜間・深夜枠の編成改革実施により、23:30 - 24:00に『スポーツ&ニュース』として復活した（2007年3月終了。その後『（きょうの）ニュース&スポーツ』として2007年4月リニューアル開始、2010年3月に終了）。

## 放送時間
括弧内の放送時間はローカルニュース。

### 平日
- 1994年4月4日 - 1995年3月31日 23:00 - 23:15
- 1995年4月3日 - 1995年9月29日 22:55 - 23:25（23:25 - 23:30）
- 1995年10月2日-1996年3月29日 22:55 - 23:30（23:30 - 23:35）
- 1996年4月1日 - 2000年3月24日 23:00 - 23:35（22:55 - 23:00）23:35 - 23:45『あすを読む』

### 祝日
- 1994年4月 - 1996年3月 放送なし
- 1996年4月 - 2000年3月 23:00 - 23:25（22:55 - 23:00）

### 主なコーナー
- 「11特集」
- 「11スポーツ」

## 歴代キャスター
| 年度 | メイン   | メイン代行 | スポーツ         | 気象情報 |
| ---- | -------- | ---------- | ---------------- | -------- |
| 1994 | 藤田太寅 |            | （不在）         | （不在） |
| 1995 | 松平定知 | 小野卓司   | 小平桂子アネット | 田口晶彦 |
| 1995 | 松平定知 | 小野卓司   | 久保純子         | 田口晶彦 |
| 1996 | 松平定知 | 石戸谷健一 |                  | 田口晶彦 |
| 1997 | 松平定知 | 福井慎二   | 高田斉           |          |
| 1998 | 松平定知 | 明石勇     | 田代大輔         |          |
| 1999 | 松平定知 | 田中孝宜   | 青山祐子         | 平井信行 |

備考
- 気象予報士は『首都圏ニュース845』気象情報を兼務（田口は1996年度から）。